# West-Cape-Howe-Nationalpark

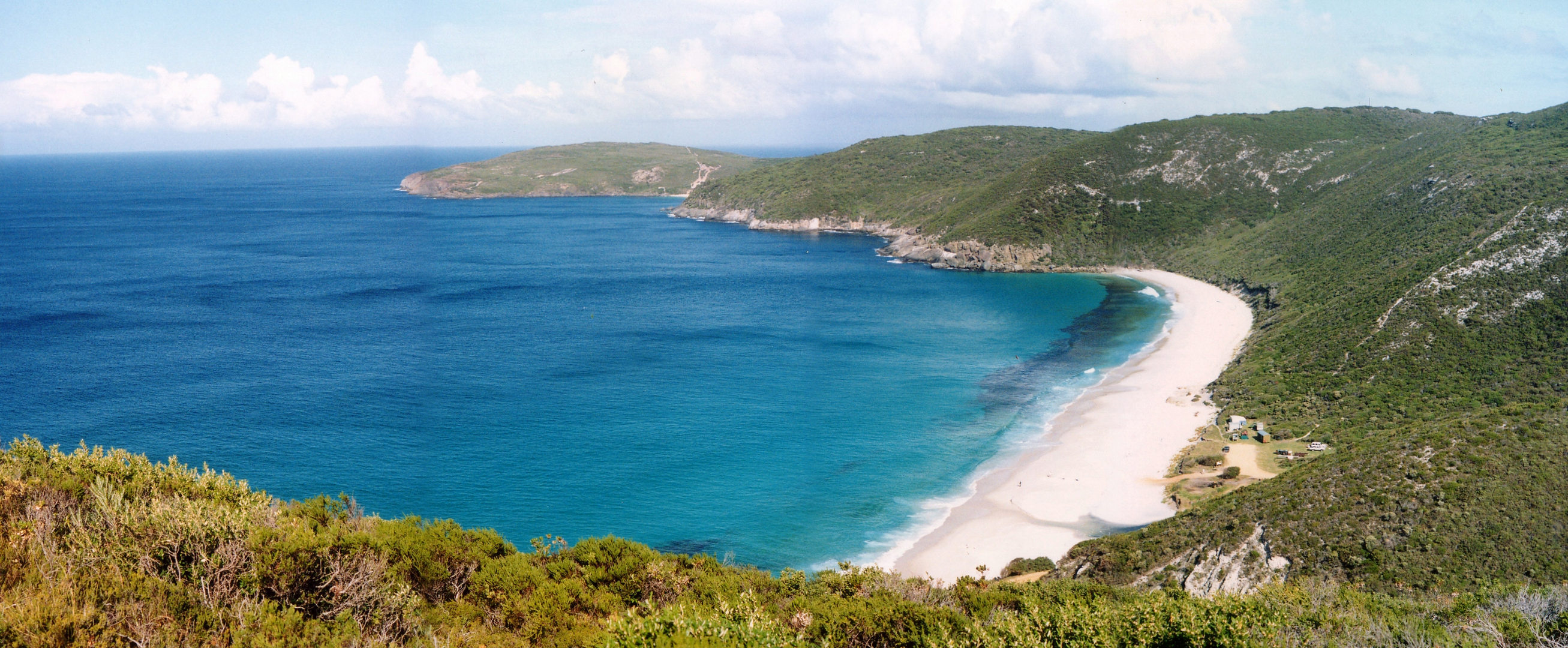
West-Cape-Howe-Nationalpark, Shelley Beach (2002)

Der West-Cape-Howe-Nationalpark (englisch West Cape Howe National Park) ist ein 35 km² großer Nationalpark im Südwesten von Western Australia, Australien.

## Lage und Landschaft
Der West-Cape-Howe-Nationalpark liegt etwa 390 km südlich von Perth und 30 km westlich von Albany. Er ist über den South Coast Highway zu erreichen und erstreckt sich entlang der Südküste Australiens von Lowlands Beach bis zum Forsythe Bluff.
In diesem Gebiet befinden sich verschiedene Vegetationszonen, von Karri- (Eucalyptus diversicolor), "Jarrah"- (Eucalyptus marginata) und Marri-Wäldern (Corymbia calophylla) über Banksiengestrüpp bis hin zu kargen Heidelandschaften. Hier sind der insektenfressende Zwergkrug heimisch. Es kommen zahlreiche Vogelarten vor.
Die Granitklippen in der Nähe von Shelley Beach sind ein bekanntes Ausflugsziel für Kletterer und Gleitschirmflieger.